# Морайс, Рикарду
Рика́рду Мора́йс (порт.-браз. Ricardo Morais; род. 26 февраля 1967, Рио-де-Жанейро) — бразильский боец смешанного стиля, представитель тяжёлой и супертяжёлой весовых категорий. Выступал на профессиональном уровне в период 1995—2006 годов, известен по участию в турнирах таких бойцовских организаций как Fighting Network Rings, Pride Fighting Championships, Jungle Fight, IAFC и др. Серебряный призёр чемпионата мира по грэпплингу ADCC.

## Биография
Рикарду Морайс родился 26 февраля 1967 года в Рио-де-Жанейро. Занимался бразильским джиу-джитсу и боксом, тренировался в известной бразильской бойцовской команде Black House вместе с такими выдающимися бойцами как Антониу Родригу Ногейра, Антониу Рожериу Ногейра, Андерсон Силва и др.
Дебютировал в смешанных единоборствах на профессиональном уровне в 1995 году, когда выступил на первом чемпионате мира по версии Международного совета по абсолютным поединкам (IAFC), где за один день победил всех пятерых своих соперников, в том числе взял верх над титулованным российским борцом Михаилом Илюхиным, став таким образом триумфатором этого турнира. По итогам сезона авторитетным порталом Fight Matrix признан лучшим новичком года в ММА.
В 1996 году Морайс присоединился к японской бойцовской организации Fighting Network Rings и с этого момента начал активно выступать в Японии, выиграв у нескольких местных звёзд реслинга.
Принимал участие в чемпионате мира по грэпплингу ADCC в Абу-Даби и в зачёте абсолютной весовой категории завоевал награду серебряного достоинства, уступив в решающем поединке соотечественнику Мариу Сперри.
В 1999 году подписал контракт с японским промоушеном Pride Fighting Championships, который в то время считался одним из крупнейших в мире. Дебютировал здесь в бою с известным американским борцом Марком Коулманом — их противостояние продлилось всё отведённое время, и в итоге судьи единогласно отдали победу Коулману. Этот момент довольно подробно освящён в документальном фильме «Крушащая машина», посвящённом другу Коулмана, другому американскому бойцу Марку Керру. В частности, в фильме показано как Морайс готовится к своему поединку под руководством мастера БЖЖ Рензу Грейси.
В 2003 году Рикарду Морайс одержал победу на первом турнире новосозданного бразильского промоушена Jungle Fight.
Впоследствии продолжил выступать в Японии, но уже менее удачно. Так, единогласным судейским решением потерпел поражение от японца Цуёси Косаки, затем на турнире Pride за 15 секунд был нокаутирован российским тяжеловесом Александром Емельяненко. Последний раз дрался на ринге в сентябре 2006 года, когда на очередном турнире Pride техническим нокаутом победил корейца Ли Тэ Хёна.

## Статистика в профессиональном ММА
| Боёв 15  | Побед 10 | Поражений 4 |
| -------- | -------- | ----------- |
| Нокаутом | 3        | 1           |
| Сдачей   | 6        | 0           |
| Решением | 1        | 3           |
| Ничьи    | 1        | 1           |

| Результат | Рекорд | Соперник              | Способ                       | Турнир                                       | Дата             | Раунд | Время | Место            | Примечание |
| --------- | ------ | --------------------- | ---------------------------- | -------------------------------------------- | ---------------- | ----- | ----- | ---------------- | ---------- |
| Победа    | 10-4-1 | Ли Тэ Хён             | TKO (остановлен секундантом) | Pride Final Conflict Absolute                | 10 сентября 2006 | 1     | 8:08  | Сайтама, Япония  |            |
| Поражение | 9-4-1  | Александр Емельяненко | KO (удары руками)            | Pride Bushido 6                              | 3 апреля 2005    | 1     | 0:15  | Иокогама, Япония |            |
| Поражение | 9-3-1  | Цуёси Косака          | Единогласное решение         | NJPW: Ultimate Crush                         | 13 октября 2003  | 3     | 5:00  | Токио, Япония    |            |
| Победа    | 9-2-1  | Местри Фумака         | TKO (удары руками)           | Jungle Fight 1                               | 13 сентября 2003 | 1     | 2:06  | Манаус, Бразилия |            |
| Поражение | 8-2-1  | Марк Коулман          | Единогласное решение         | Pride 8                                      | 21 ноября 1999   | 2     | 10:00 | Токио, Япония    |            |
| Победа    | 8-1-1  | Хиромицу Канэхара     | Решение судей                | Rings: Final Capture                         | 21 февраля 1999  | 5     | 5:00  | Япония           |            |
| Поражение | 7-1-1  | Заза Ткешелашвили     | Решение судей                | Rings: Mega Battle Tournament 1997 Semifinal | 23 декабря 1997  | 1     | 20:00 | Япония           |            |
| Победа    | 7-0-1  | Сержиу Муралья        | Сдача (удары руками)         | Pentagon Combat                              | 27 сентября 1997 | 1     | 0:17  | Бразилия         |            |
| Ничья     | 6-0-1  | Юрий Кошкин           | Ничья                        | Rings: Extension Fighting 4                  | 21 июня 1997     | 1     | 20:00 | Токио, Япония    |            |
| Победа    | 6-0    | Ёсихиса Ямамото       | KO (удары руками)            | Rings: Maelstrom 6                           | 24 августа 1996  | 1     | 0:46  | Япония           |            |
| Победа    | 5-0    | Михаил Илюхин         | Сдача (удушение сзади)       | IAFC: Absolute Fighting Championship 1       | 25 ноября 1995   | 1     | 9:44  | Москва, Россия   |            |
| Победа    | 4-0    | Виктор Ерохин         | Сдача (удары руками)         | IAFC: Absolute Fighting Championship 1       | 25 ноября 1995   | 1     | 1:33  | Москва, Россия   |            |
| Победа    | 3-0    | Максим Тарасов        | Сдача (удары руками)         | IAFC: Absolute Fighting Championship 1       | 25 ноября 1995   | 1     | 1:49  | Москва, Россия   |            |
| Победа    | 2-0    | Онассис Парунгао      | Сдача (удары коленями)       | IAFC: Absolute Fighting Championship 1       | 25 ноября 1995   | 1     | 1:16  | Москва, Россия   |            |
| Победа    | 1-0    | Алекс Андраде         | Сдача (удары руками)         | IAFC: Absolute Fighting Championship 1       | 25 ноября 1995   | 1     | 1:48  | Москва, Россия   |            |